# Joep Leerssen

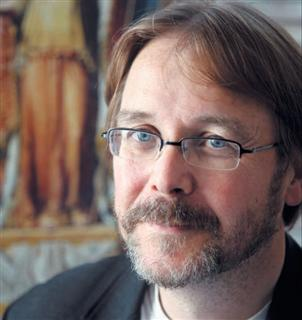
Joep Leerssen

Joseph Theodoor „Joep“ Leerssen (* 1955 in Leiden) ist ein niederländischer Literaturwissenschaftler und Historiker. Er ist Akademie-Professor für moderne europäische Literatur an der Universität Amsterdam.

## Leben
Leerssen studierte in Aachen Anglistik und vergleichende Literaturgeschichte und Anglo-Irische Studien am University College Dublin sowie in Toronto. 1986 wurde er an der Universität Utrecht promoviert und war danach an der Universität Amsterdam, wo er 1991 den Lehrstuhl für moderne europäische Literatur erhielt.
Er befasste sich mit der historischen Entwicklung nationaler Identitäten und Stereotypen, zum Beispiel der Herausbildung der irischen nationalen Identität.
In den Niederlanden war er an der offiziellen Anerkennung von Limburgisch als regionaler Sprache beteiligt.
2014 wurde er Ehrendoktor der Universität Bukarest. 1995 bis 2006 war er Direktor des Huizinga-Instituts. 2003 war er Erasmus Lecturer an der Harvard University und 2009 Parnell Fellow am Magdalene College in Cambridge. 2011 bis 2012 war er Fellow am Lichtenberg-Kolleg der Universität Göttingen. 2010 wurde er Akademie-Professor der Königlich Niederländischen Akademie der Wissenschaften.
2008 erhielt er den Spinoza-Preis. Er ist seit 2008 Mitglied der Königlich Niederländischen Akademie der Wissenschaften, seit 2009 Ehrenmitglied der Royal Irish Academy und seit 2010 Mitglied der Academia Europaea. In die Akademie der Wissenschaften zu Göttingen sowie die Österreichische Akademie der Wissenschaften wurde er als korrespondierendes Mitglied aufgenommen.

## Schriften
- Mere Irish & Fíor-Ghael: studies in the idea of Irish nationality, its development and literary expression prior to the nineteenth century, Cork University Press 1986, 1996
- mit Field Day: Remembrance and Imagination: patterns in the historical and literary representation of Ireland in the nineteenth century, Cork University Press 1996
- Herausgeber mit Manfred Beller: Imagology, 2007
- National Thought in Europe: a cultural history, Amsterdam University Press 2006
- Komparatistik in Großbritannien, 1800–1950, Bouvier 1984
- mit Menno Spiering (Herausgeber): National identity : symbol and representations, Amsterdam 1991